# Acanthotrochus mirabilis
Acanthotrochus mirabilis är en sjögurkeart. Acanthotrochus mirabilis ingår i släktet Acanthotrochus och familjen hjulsjögurkor. Inga underarter finns listade i Catalogue of Life.